# Uniwersus
Uniwersus – budynek przy ulicy Belwederskiej 20/22 w Warszawie. Wzniesiony w latach 1975–1980 mieścił dawniej księgarnię, obecnie pełni funkcje biurowe. Zdobył tytuł Mister Warszawy roku 1980 jako najlepsza realizacja tamtych czasów.

## Historia
Centralny Dom Handlowy „Dom Książki Uniwersus” powstał na miejscu wyburzonej XIX-wiecznej willi, pełniącej od 1881 roku funkcję schroniska dla paralityków. Do budynku przylegała drewniana kaplica ewangelicka, która według plotek była realnym powodem wyburzenia kompleksu budynków. Od 1975 roku zespół architektów kierowany przez Leszka Sołonowicza projektował dla tej działki nowy budynek, który wybudowano w latach 1980–1981. Początkowo miał pełnić funkcję pawilonu służącego do eksponowania zdobyczy radzieckiej myśli technicznej, jednak otwarto go już jako księgarnię –jedną z najnowocześniejszych w Polsce. Zdobył tytuł Mister Warszawy za rok 1980, jako ostatni budynek. Pełnił funkcję domu książki do czasów transformacji ustrojowej lat 90., a po tamtym czasie jego przeznaczenie zmieniło się na budynek biurowy. Zmiana charakteru przyczyniła się do podupadania obiektu, gdyż nie był on przemyślany jako biurowiec, dlatego pod koniec pierwszej dekady XXI wieku planowano jego rozbiórkę. Jego ówczesny właściciel wystąpił o jej pozwolenie, celem zastąpienia budynku 55-metrowym wieżowcem. Plany te nie zostały jednak wdrożone i budynek objęto ochroną konserwatorską (gminna ewidencja zabytków oraz lista budynków stanowiących dobro kultury współczesnej).

## Architektura
Dom Książki Uniwersus został oparty na stalowej konstrukcji, umożliwiającej swobodną aranżację przestrzeni wewnątrz budynku, co jest spełnieniem jednego z punktów architektury nowoczesnej Le Corbusiera. Elewacja budynku została wyłożona szarym kamieniem – granitem, którego surowy charakter a także charakterystyczna, asymetryczna rozczłonkowana bryła z cofniętym parterem i geometryczną formą wpisują budynek w nurt brutalizmu, a konkretnie w jego japoński nurt. Bryła budynku została wykończona aluminiowym detalem, z którego wykonano również stropy budynku. Cechą charakterystyczną obiektu są również duże powierzchnie przeszkleń, które umożliwiały funkcję wystawienniczą (ekspozycja ulokowanych książek) oraz w nocy emanowały światłem na zewnątrz, dodając całości lekkości. Kubatura budynku stanowi 23000 m³ a powierzchnia użytkowa – 4000 m². Wnętrza księgarni były bardzo rozległe i zostały podzielone tematycznie, wszystko wykończone było drewnem, kamieniem i aluminium, a całości efektu dopełniały ozdobne lampy, pasujące stylowo do czasów, w których powstały.